# Stojan Ormandżiew
Stojan „Paszata” Ormandżiew (bułg. Стоян Орманджиев), ur. 10 stycznia 1920 w Warnie, zm. 10 października 2006 w Sofii) – bułgarski piłkarz grający na pozycji obrońcy, oraz trener piłkarski, jeden z najwybitniejszych bułgarskich szkoleniowców w historii. Kawaler wielu państwowych odznaczeń, m.in. Orderu Zasłużonego Mistrza Sportu (1960).

## Kariera piłkarska
Piłkarską karierę zaczynał w Radeckim Warna, po czym w wieku siedemnastu lat przeniósł się do jego lokalnego rywala Władysława, pierwszego zdobywcy mistrzostwa Bułgarii. Po czterech latach odszedł do znacznie wówczas silniejszego Łokomotiwu Sofia; wywalczył z nim nie tylko wiele tytułów drużynowych (mistrzostwo i dwa wicemistrzostwa kraju oraz Puchar Armii Sowieckiej), ale także indywidualne - w 1948 roku zajął drugie miejsce w plebiscycie na najlepszego piłkarz roku (wyprzedził go Wasił Spasow). W barwach reprezentacji Bułgarii rozegrał 20 meczów. W wieku dwudziestu dziewięciu lat postanowił zakończyć piłkarską karierę i rozpocząć pracę szkoleniową.

## Sukcesy piłkarskie
- mistrzostwo Bułgarii 1945, wicemistrzostwo Bułgarii 1946 i 1947 oraz Puchar Armii Sowieckiej 1948 z Łokomotiwem Sofia
- II miejsce w plebiscycie na najlepszego piłkarz roku 1948 w Bułgarii.

## Kariera szkoleniowa
Po ukończeniu w 1948 roku kursu trenerskiego w Związku Radzieckim został pracownikiem Bułgarskiego Związku Piłki Nożnej. Był selekcjonerem reprezentacji Bułgarii aż szesnastokrotnie w latach 1950–1977, najczęściej w duecie z Krumem Milewem. Łącznie poprowadził kadrę w dziewięćdziesięciu dwu meczach, najdłużej za jednym razem: w latach 1957–1960 w dwudziestu czterech spotkaniach.
Ormandżiew jest współtwórcą pierwszego dużego osiągnięcia reprezentacji w międzynarodowym turnieju. W 1956 roku na igrzyskach olimpijskich w Melbourne prowadzona przez niego drużyna narodowa, po pokonaniu Wielkiej Brytanii (6:1) i Indii (3:0), zdobyła brązowy medal. W półfinale Bułgarzy ulegli 1:2 ZSRR.
Od 1965 do 1969 roku prowadził CSKA Sofia i był to jeden z bardziej owocnych okresów w historii klubu. Drużyna wygrała dwukrotnie mistrzostwo kraju, raz zdobyła wicemistrzostwo i Puchar Armii Sowieckiej oraz jako pierwszy zespół z Bułgarii - osiągnęła sukces w występach międzynarodowych. W sezonie 1966–1967 CSKA, w którego barwach grali wówczas m.in. Stojan Jordanow, Dimityr Penew i Boris Gaganełow, po wyeliminowaniu Olympiakosu Pireus, Górnika Zabrze i Linfield FC, dotarł do półfinału Pucharu Europejskich Mistrzów Krajowych, gdzie trafił na Inter Mediolan. W meczu obu drużyn padł remis 2:2, dlatego niezbędne okazało się rozegranie jeszcze jednego spotkania. Tym razem podopieczni Helenio Herrery wygrali 1:0 i awansowali do finału.

## Sukcesy szkoleniowe
- brązowy medal na igrzyskach olimpijskich 1956 z reprezentacją Bułgarii
- mistrzostwo Bułgarii 1966 i 1969, wicemistrzostwo Bułgarii 1968, Puchar Armii Sowieckiej 1969 oraz półfinał Pucharu Europejskich Mistrzów Krajowych w sezonie 1966–1967 z CSKA Sofia